# La vida privada d'Enric VIII
La vida privada d'Enric VIII (The Private Life of Henry VIII) és una pel·lícula britànica co-produïda i dirigida per Alexander Korda i protagonitzada per Charles Laughton, Robert Donat, Merle Oberon i Elsa Lanchester. Basada en la biografia d'Enric VIII d'Anglaterra escrita per Lajos Bíró i Arthur Wimperis, es va estrenar el 12 d’octubre de 1933 als Estats Units, constituint un èxit a nivell mundial. Fou la primera pel·lícula no estatunidenca en guanyar un Oscar, en aquest cas l'Oscar al millor actor per a Charles Laughton i també fou nominada a l'Oscar a la millor pel·lícula. Ha estat doblada al català.

## Argument
Després dels preparatius, Anna Bolena, esposa del rei Enric VIII, és executada i uns minuts més tard, Enric VIII es casa amb Jane Seymour. Ell està convençut que és la dona ideal, ja que és presumida, no és rancorosa ni ambiciosa i només una mica estúpida. Jane queda embarassada del fill i hereu esperat pel rei, però mor durant el part divuit mesos després del matrimoni.
Thomas Culpepper, un dels escuders del rei, està enamorat de Katherine Howard, una dama de la cort que Enric coneix el dia de la mort d'Anna i que té l'ambició de ser reina un dia. Durant el sopar, la cort reial insta a Enric a que es torni a casar i això posa el rei de mal humor per lo que la majoria de la cort té por de parlar. En aquell moment Katherine Howard es fa notar-la oferint-se a cantar una de les seves pròpies cançons. L'escuder Thomas Peynell és enviat a concertar un matrimoni per al rei amb una alemanya, Anne de Clèves, però l'escuder s'enamora d'ella mentre posa per al retratista de la cort Hans Holbein. Mentrestant, Enric s'ha enamorat de Katherine Howard i concerta en secret una cita amb ella a les seves habitacions però els guàrdies desbaraten els secret amb el soroll. En arribar, com que està enamorada de Peynell, Anne de Cleves ofèn Enric amb el seu comportament estrany. No obstant això, com que enviar-la de tornada significaria una guerra, Enric accepta amb gran reticència el matrimoni, tement la seva nit de noces tot dient "Les coses que he fet per Anglaterra". Enlletgint-se expressament, Anne aconsegueix el divorci.
Enric, que ara té cinquanta anys, se sent ofès pel suggeriment del seu barber que diu que ell ja és massa vell per tornar-se a casar per lo que decideix casar-se amb Katherine Howard. Exuberantment feliç, Enric intenta demostrar la seva joventut a Katherine participant en una competició de lluita que el deixa esgotat. Katherine s'adona que encara estima a Culpepper i el pren com amant. Sis mesos més tard Wriothesley, el conseller reial, descobreix aquesta relació i fa que l'arquebisbe Cranmer ho expliqui a Enric. Enric s'aïlla mentre la multitud torna a veure com una reina és decapitada. L'any 1543, Enric es retroba amb Anna de Clèves que li proposa que es casi amb Katherine Parr, que té cura dels seus fills. En tres anys, Katherine Parr s'ha convertit en una corcó que priva el seu marit vell del menjar i la beguda a les que és tan aficionat. Henry comenta: "Sis dones, i la millor d'elles va ser la pitjor d'elles".

## Repartiment
- Charles Laughton (Enric VIII)
- Merle Oberon (Anna Bolena
- Wendy Barrie (Jane Seymour)
- Elsa Lanchester (Anna de Clèveris)
- Binnie Barnes (Katherine Howard)
- Everley Gregg (Caterina Parr)
- Robert Donat (Thomas Culpeper)
- Franklin Dyall (Thomas Cromwell)
- Miles Mander (Thomas Wriothesley)
- Laurence Hanray (arquebisbe Thomas Cranmer)
- William Austin (duc de Cleves)
- John Loder (Thomas Peynell)
- Helen Maud Holt (la camarera del rei)
- John Turnbull (Hans Holbein el Jove)
- Frederick Culley (duc de Norfolk)
- William Heughan (Kingston)
- Judy Kelly (Lady Rochford)
- Hay Petrie (el barber del rei)
- Wally Patch (carnicer)
- Arthur Howard (marmitó)
- Annie Esmond (esposa del cuiner)
- Claud Allister (Cornell)